# 25 березня
25 березня — 84-й день року (85-й у високосні роки) у григоріанському календарі. До кінця року залишається 281 день.

## Свята і пам'ятні дні

### Міжнародні
- ООН: Міжнародний день пам'яті жертв рабства і трансатлантичної работоргівлі
- ООН: Міжнародний день солідарності з працівниками, які утримуються під вартою чи зникли безвісти
- День талантів в Європейському союзі (EU Talent Day)
- Міжнародний день прокрастинації
- Міжнародний День ненароджених дітей
- Міжнародний День вафлів

### Національні
- США: Національний День медалі пошани
- Словаччина: День боротьби за права людини
- Греція: День незалежності
- Словенія: День матері

### Професійні
- Україна: День Служби безпеки України

### Релігійні

#### Християнство

##### Західне християнство
- Благовіщення.

##### Східне християнство
- Благовіщення[1].

## Іменини
✝  Католицькі: Марія, Прокіп.
✙ Православні: Марія.

## Події
- 1306 — Роберт Брюс коронований монархом Шотландії.
- 1596 — битва між українськими повстанцями Северина Наливайка і військом польського гетьмана Жолкевського в урочищі Гострий Камінь.
- 1655 — Християн Гюйгенс відкрив супутник Сатурна Титан.
- 1668 — відбулися перші в Америці кінські перегони
- 1807 — британський парламент 283 голосами проти 16 прийняв Акт про скасування работоргівлі (англ. Abolition of the Slave Trade Act). З цього дня торгівля людьми у вигляді купівлі-продажу, переводу або бартеру, вважалась незаконною[2]
- 1807 — почались регулярні перевезення по залізниці Свонсі та Мамблза (Велика Британія). Вона стала першою залізницею з регулярними пасажирськими перевезеннями.
- 1821 — спалахнуло повстання греків проти османського панування під проводом Олександра Іпсіланті.
- 1848 — Весна народів: у Відні опубліковано проєкт Конституції, який розробив комітет під керівництвом міністра внутрішніх справ Піллерсдорфа
- 1857 — у Брисбені (Австралія) вдруге поспіль (після 5 квітня 1856) спостерігали сонячне затемнення.
- 1857 — парижанин Леон Скотт запатентував найдавніший відомий пристрій для запису звуку.
- 1872 — випущена перша в Росії поштова картка.
- 1876 — провела свій перший матч футбольна збірна Вельсу, одна з найстарших у світі.
- 1916 — жінкам у США дозволено бути присутнім на двобоях боксерів.
- 1917 — вийшла постанова Тимчасового уряду про скасування смертної кари.
- 1917 — у Петрограді відбулася 20-тисячна українська маніфестація під національними прапорами.
- 1918 — проголошено незалежність Білоруської Народної Республіки.
- 1940 — югославський принц Павло Карагеоргієвич підписав угоду про взаємопоміч з Італією та Німеччиною.
- 1949 — почалась Операція «Прибій» — масова депортація жителів балтійських республік до Сибіру.
- 1957 — Бельгія, ФРН, Франція, Італія, Люксембург і Нідерланди підписали в Римі основоположні євроінтеграційні договори, якими засновані ЄЕС та Євратом.
- 1977 — Елвіс Костелло випустив дебютний сингл «Less Than Zero».
- 1983 — На телепрограмі («Motown 25: Yesterday, Today, Forever»), Майкл Джексон продемонстрував елемент танцю під назвою «Місячна Хода».
- 1988 — австралієць Невілл Паттен спорудив найменший у світі велосипед — його колеса були діаметром менше 2-х см.
- 1992 — Верховна Рада України ухвалила Закон «Про Службу безпеки України», яким було визначено основні завдання для української спецслужби.
- 1993 — створене центральне бюро Інтерполу України.
- 2011 — Папа Римський підтвердив вибір нового предстоятеля УГКЦ. Ним став Верховний Архієпископ Києво-Галицький Святослав (Шевчук).
- 2013 — в центрі Парижа поліцейські застосували сльозогінний газ проти учасників мітингу протесту за скасування закону про легалізацію одностатевих шлюбів у Франції. Затримано 96 маніфестантів, з яких 6 заарештовано. За даними поліції на демонстрацію вийшли близько 300 000 осіб

## Народились
Див. також Категорія:Народились 25 березня
- 1133 — Генріх II (король Англії).
- 1347 — Катерина Сієнська, релігійна діячка і письменниця епохи Пізнього Середньовіччя, черниця домінканка, християнська свята, шанується в католицькій церкві. Вважається покровителькою Європи.
- 1614 — Хуан Кареньо де Міранда, іспанський художник доби бароко.
- 1741 — Жан-Антуан Гудон, французький скульптор.
- 1747 — Олександр Безбородько, козацький полковник, член Російської Академії, почесний член Академії Мистецтв, царський сенатор
- 1751 — П'єтро Гонзага, уславлений італійський сценограф, художник-декоратор, теоретик мистецтва, архітектор і садівник.
- 1839 — Леонард Гіршман, український вчений-офтальмолог, лікар, педагог. Почесний громадянин міста Харкова.
- 1849 — Аґенор Ґолуховський (молодший) — польський граф, австрійський дипломат і державний діяч
- 1863 — Джованні Амічі, італійський ботанік і оптик.
- 1867 — Борглум Гатзон, американський скульптор і архітектор. Керував створенням Національного меморіалу Гора Рашмор.
- 1867 — Артуро Тосканіні, італійський диригент
- 1867 — Григорій Хомишин, єпископ Станіславівський УГКЦ, блаженний.
- 1871 — Ігор Грабар, радянський художник, українець за походженням; реставратор, мистецтвознавець, історик мистецтва, музейний діяч, педагог.
- 1880 — Гаврило Базильський, генерал-хорунжий Армії УНР
- 1881 — Бела Барток, угорський композитор (†1945).
- 1897 — Андрух Іван, український військово-політичний діяч, активний учасник української національно-визвольної боротьби (1914–1921) (†1921).
- 1909 — Юрій Бойко-Блохін, український літературознавець, театрознавець, професор Українського Вільного Університету в Мюнхені, громадський і політичний діяч, член Проводу ОУН.
- 1911 — Олександр Бандера, український політик, діяч ОУН від 1933. Син Андрія Бандери, брат Степана Бандери.
- 1911 — Олексій Боголюбов, учений у галузі історії математики й теорії механізмів. Доктор технічних наук (1966), професор (1972), член-кореспондент АН УРСР (1969). Син Миколи Михайловича, брат Миколи Миколайовича та Михайла Миколайовича Боголюбових.
- 1913 — Йосип Позичанюк, Держсекретар інформації і пропаганди в УДП, політичний керівник УПА, голова Бюро інформації УГВР, полковник УПА.
- 1914 — Норман Борлоуг, американський агроном, генетик і фахівець із патології рослин. Відомий, як батько Зеленої революції і лауреат Нобелівської премії миру (1970; †2009).
- 1933 — Геньо Житомирський, хлопчик із Любліна, страчений в Майданеку. Один із символів Голокосту в Польщі
- 1942 — Іван Білий, український поет
- 1942 — Юрій Брилинський, український актор. Заслужений артист України (1992)
- 1942 — Арета Франклін, американська співачка і громадська діячка.
- 1945 — Іван Єдешко, білоруський баскетболіст.
- 1947 — Елтон Джон, британський співак.
- 1950 — Борис Бурда, популярний український гравець в інтелектуальних телешоу («Що? Де? Коли?», «Брейн-ринг»), виконавець власних пісень, телеведучий.
- 1954 — Богуслав Бакула, польський літературознавець, славіст, публіцист. Доктор наук (1994), професор (2000).
- 1961 — Василь Рац, український і радянський футболіст.
- 1965 — Сара Джессіка Паркер, американська акторка.
- 1971 — Ігор Починок, український видавець, журналіст. Засновник, головний редактор, а згодом і генеральний директор газети «Експрес».
- 1973 — Андерс Фріден, вокаліст і автор пісень шведських гуртів In Flames і Passenger
- 1976 — Володимир Кличко, український боксер у суперважкій ваговій категорії, чемпіон світу за версіями WBO (2000—2003 рр., з 2008 р. дотепер), IBF (з 2006 р. дотепер), IBO (з 2006 року дотепер), The Ring (з 2009 р. дотепер), WBA (з 2011 р. дотепер).
- 1984 — Кетрін МакФі, американська співачка, композиторка, модель і акторка.

## Померли
Див. також Категорія:Померли 25 березня
- 1458 — Іньєго Лопес де Мендоса, маркіз де Сантільян, кастильський поет, критик, літературний меценат, полководець і державний діяч. Батько іспанського гуманізму. Ввів в іспанську літературу жанр сонета. Автор першої іспанської поетики «Передмова і послання коннетаблю Португалії» («Proemio e carta al condestable don Pedro de Portugal»). Відомі твори: «Комедійка про понцу» («Comedieta de Ponza»), «Пекло закоханих» («Infierno de los enamorados»).
- 1712 — Грю Неємія, англійський ботанік і лікар, мікроскопіст, основоположник анатомії рослин.
- 1801 — Новаліс, німецький письменник, поет, містик. Один з чільних представників німецького романтизму.
- 1857 — Вільям Колгейт, американський підприємець. Засновник компанії Colgate.
- 1907 — Ернст фон Бергманн, німецький хірург, основоположник асептики, автор одних з перших класичних настанов з проблем нейрохірургії та військово-польової хірургії.
- 1914 — Фредерик Містраль, провансальський поет і лексикограф. Лауреат Нобелівської премії з літератури за 1904 рік.
- 1918 — Клод Дебюссі, французький композитор.
- 1944 — Омелян (Ковч), греко-католицький священик, блаженний УГКЦ. Загинув у концтаборі Майданек.
- 1949 — Алиськевич Андрій, український педагог, науковий і громадський діяч.
- 1957 — Макс Офюльс, німецький кінорежисер і сценарист.
- 1975 — Фейсал ібн Абдель Азіз Аль Сауд, король Саудівської Аравії (застрілений племінником).
- 1999 — В'ячеслав Чорновіл, Герой України (посмертно), публіцист, діяч українського національно-визвольного руху (загинув в автомобільній аварії; *1937).
- 2023 — Олександр Федорченко, військовослужбовець Збройних сил України, учасник російсько-української війни, Герой України (посмертно).